# Полет 28 на „Американ Еърлайнс“
Полет 28 на „Американ Еърлайнс“ е редовен вътрешен пътнически полет от въздушния терминал „Локхийд“, Бърбанк, Калифорния, до Ню Йорк, Ню Йорк, с планирано междинно кацане във Финикс, Аризона, Съединените американски щати, управляван от „Американ Еърлайнс“. На 23 октомври 1942 г. самолетът „Дъглас DC-3“, който изпълнява полета, е ударен във въздуха от бомбардировач „Локхийд Вентура B-34 Лексингтън“ на ВВС на армията на САЩ, след което пътническият самолет се разбива в каньона Чино близо до Палм Спрингс, Калифорния и убива всички 12 души на борда. Военният самолет не е сериозно повреден и каца безопасно на армейско летище в Палм Спрингс.
Комисията по гражданска аеронавтика определя, че причината за катастрофата е безразсъдното и безотговорно поведение на лейтенант Уилям Н. Уилсън, който умишлено маневрира с бомбардировача в опасна близост до пътническия самолет в неоправдан опит да привлече вниманието на първия офицер. По-късно армейският пилот е съден по обвинения в непредумишлено убийство, но е признат за невинен от военен съд.
B-34, който се сблъсква с пътническия самолет, е ремонтиран и преименуван на целеви влекач RB-34A-4. На 5 август 1943 г. същата машина със сериен номер 41-38116, претърпява повреда на двигателя по време на „празен полет“ и се разбива в Улф Хил близо до Смитфийлд, Роуд Айлънд, при което загиват и тримата членове на екипажа.